# II Korpus Armijny (III Rzesza)
II Korpus Armijny – jeden z korpusów armijnych okresu III Rzeszy, uczestniczył w agresji na Polskę i Francję oraz ataku na Związek Radziecki. 
Sformowany w 1921 roku. W składzie 2 Armia uczestniczył w zajęciu Czechosłowacji przez III Rzeszą.  Brał udział w ataku na Polskę, w składzie 4 Armii. 13 września został przesunięty w skład 3 Armii. Następnie uczestniczył w 1940 roku w inwazji na Francję i w 1941 roku agresji na ZSRR, na terenie którego walczył do 1944 roku. Otoczony w kotle kurlandzikim, oddał się w 1945 roku do niewoli Armii Czerwonej.

## Dowództwo korpusu
- gen. por. Fedor von Bock (do 1935)
- gen. Johannes Blaskowitz (1935 - 10.11.1938)
- gen. płk Adolf Strauss[3] (10.11.1938 - 30.05.1940)
- gen. Carl-Heinrich von Stülpnagel (30.05.1940 - 21.06.1940)
- gen. Walter Graf von Brockdorff-Ahlefeldt (21.06.1940 - maj 1942)
- gen. Otto von Knobelsdorff (czerwiec 1942 - 1.07.1942)
- gen. Walter Graf von Brockdorff-Ahlefeldt (1.07.1942 - 28.11.1942)
- gen. Paul Laux (28.11.1943 - 1.04.1944)
- gen. por. Wilhelm Hasse (1.04.1944 - 5.05.1944)
- gen. por. Kurt von Tippelskirch (5.05.1944 - 11.05.1944)
- gen. Paul Laux (11.05.1944 - 3.07.1944)
- gen. Wilhelm Hasse (15.07.1944 - 15.01.1945)
- gen. Johannes Mayer (od 15 stycznia 1945)
- gen. por. Alfred Gause (od 1 kwietnia 1945 - do kapitulacji)[4]

Szefowie sztabu:
- gen. mjr Bruno Bieler (w czasie ataku na Polskę do 30.09.1939[3])
- płk Friedrich Hossbach (od 30.09.1939[3])

## Struktura organizacyjna
Skład we wrześniu 1939 roku:
- 3 Dywizja Piechoty
- 32 Dywizja Piechoty oraz II dywizjon 32 pułku artylerii ciężkiej (zmot.), 436 dywizjon artylerii ciężkiej (zmot.) i 42 batalion łączności

Skład w lipcu 1943 roku:
- 21 Dywizja Piechoty
- 33 Dywizja Piechoty
- 93 Dywizja Piechoty
- 123 Dywizja Piechoty
- 218 Dywizja Piechoty

Skład w czerwcu 1944 roku:
- 23 Dywizja Piechoty
- 81 Dywizja Piechoty
- 329 Dywizja Piechoty